# Ethan Erickson
Ethan Skip Erickson (Minneapolis, 5 agosto 1973) è un attore statunitense.

## Carriera
Ha avuto un ruolo ricorrente nella serie Buffy l'ammazzavampiri nei panni dell'atleta Percy West, tutore di Willow Rosenberg (Alyson Hannigan). È comparso sia nella 3ª stagione che nella 4ª stagione. Essendo un ginnasta dall'età di 8 anni, Erickson avrebbe ottenuto il ruolo dopo aver impressionato il regista/creatore Joss Whedon con un salto mortale all'indietro durante la sua audizione. Ha recitato nel film del 1999 Amiche cattive con Rose McGowan e Julie Benz, e in The In Crowd, e ha interpretato A.J. Chamberlain nella soap opera Sentieri.
Nel 2008, ha interpretato il ruolo del dottor Patrick Drake nella soap opera General Hospital, sostituendo l'attore Jason Thompson dopo l'infortunio di quest'ultimo.
Nell'autunno dello stesso anno, il suo ruolo in CSI: NY nei panni del pompiere Brendon Walsh, fidanzato della detective Stella Bonasera (Melina Kanakaredes), divenne un personaggio ricorrente. Nel dicembre 2008 ha interpretato nuovamente il ruolo di un medico in un episodio di The Starter Wife. Nel 2009, Erickson ha recitato in un episodio di Detective Monk nel ruolo del quarterback David Gitelson. Sempre nel 2009, secondo quanto riferito, è stato scelto come amante di Britney Spears nel suo video musical "Radar". Due mesi dopo, sia Erickson che Spears furono visti in una pubblicità per Candie's, una linea di moda per giovani donne.
Nello stesso anno, Erickson è stato scelto per il sequel di Melrose Place, dove ha avuto un ruolo ricorrente come chef esecutivo e comproprietario Marcello, nel ristorante dove lavorano Violet (Ashlee Simpson) e Auggie (Colin Egglesfield). Inoltre, è stato anche conduttore e narratore di Chefs vs. City su Food Network negli anni 2009 e 2010.

## Filmografia parziale

### Cinema
- Amiche cattive (Jawbreaker), regia di Darren Stein (1999)
- Scream 3, regia di Wes Craven (2000)
- Pact with the Devil, regia di Allan A. Goldstein (2004)
- John Dies at the End, regia di Don Coscarelli (2012)

### Televisione
- Una bionda per papà (Step by Step) – serie TV, un episodio (1995)
- Sentieri (Guiding Light) – serie TV, 10 episodi (1996-1997)
- Buffy l'ammazzavampiri (Buffy the Vampire Slayer) – serie TV, 5 episodi (1999-2000)
- Demon Town (Glory Days) – serie TV, un episodio (2002)
- Friends – serie TV, un episodio (2003)
- Joey – serie TV, episodio 1x01 (2004)
- CSI - Scena del crimine (CSI: Crime Scene Investigation) – serie TV, un episodio (2006)
- CSI: Miami – serie TV, un episodio (2006)
- Fashion House – serie TV, 25 episodi (2006)
- General Hospital – serie TV, 4 episodi (2008)
- CSI: NY – serie TV, 2 episodi (2008-2009)
- Detective Monk (Monk) – serie TV, un episodio (2009)
- Melrose Place – serie TV, 4 episodi (2009-2010)
- Castle – serie TV, episodio 3x01 (2010)
- The Closer – serie TV, un episodio (2010)
- Anger Management – serie TV, un episodio (2014)

## Doppiatori italiani
Nelle versioni in italiano delle opere in cui ha recitato, Ethan Erickson è stato doppiato da:
- Stefano Crescentini in Buffy l'ammazzavampiri (ep. 3x21-3x22, 4x11), Castle
- Emiliano Ragno in Melrose Place, The Closer
- Claudio Ridolfo in Sentieri
- Massimiliano Alto in Buffy l'ammazzavampiri (ep. 3x16 e 3x18)
- Roberto Gammino in Amiche cattive
- Andrea Lavagnino in CSI - Scena del crimine
- Roberto Certomà in CSI: Miami
- Giuliano Bonetto in CSI: NY
- Mirko Mazzanti in The Starter Wife
- Paolo De Santis in Detective Monk
- Lorenzo Scattorin in Anger Management